# Seznam měst v Konžské republice
Toto je seznam měst v Konžské republice.
Největšími aglomeracemi v Konžské republice jsou hlavní město Brazzaville, kde žije 1 362 764 obyvatel, a Pointe-Noire, kde žije 816 165 obyvatel (stav 1. ledna 2005). Dohromady to představuje asi dvě třetiny obyvatelstva celé země.
V následující tabulce jsou uvedena města nad 2 000 obyvatel, výsledky sčítání obyvatelstva z 22. prosince 1984 a 6. června 1996, odhady počtu obyvatel k 1. lednu 2005 a správní jednotky (oblasti), do nichž města náleží. Město Brazzaville je samostatné a nepatří do žádné oblasti. Počet obyvatel se vztahuje na vlastní město bez předměstí. Města jsou seřazena podle velikosti.
| Města v Konžské republice |                |                |                |                |                  |
| #                         | Město          | Počet obyvatel | Počet obyvatel | Počet obyvatel | Správní jednotka |
| #                         | Město          | sčítání 1984   | sčítání 1996   | odhad 2005     | Správní jednotka |
| 1.                        | Brazzaville    | 585 812        | 856 410        | 1 138 044      | Brazzaville      |
| 2.                        | Pointe-Noire   | 294 203        | 455 131        | 630 883        | Kouilou          |
| 3.                        | Loubomo        | 49 134         | 79 852         | 114 869        | Niari            |
| 4.                        | Nkayi          | 36 540         | 46 727         | 56 175         | Bouenza          |
| 5.                        | Loandjili      | n/a            | n/a            | 26 387         | Kouilou          |
| 6.                        | Ouesso         | 11 939         | 17 784         | 23 968         | Sangha           |
| 7.                        | Madingou       | 11 505         | 17 000         | 22 760         | Bouenza          |
| 8.                        | Owando         | 16 021         | 19 000         | 21 588         | Cuvette          |
| 9.                        | Gamboma        | 11 207         | 16 000         | 20 877         | Plateaux         |
| 10.                       | Impfondo       | 11 229         | 16 000         | 20 859         | Likouala         |
| 11.                       | Sibiti         | 14 556         | 17 000         | 19 089         | Lékoumou         |
| 12.                       | Mossendjo      | 14 469         | 16 458         | 18 123         | Niari            |
| 13.                       | Ngamaba-Mfilou | n/a            | n/a            | 16 254         | Kouilou          |
| 14.                       | Kinkala        | 8 059          | 11 000         | 13 882         | Pool             |
| 15.                       | Makoua         | 10 994         | 11 200         | 11 355         | Cuvette          |
| 16.                       | Djambala       | 7 178          | 8 500          | 9 650          | Plateaux         |
| 17.                       | Ewo            | 3 397          | 4 200          | 4 923          | Cuvette          |
| 18.                       | Matsanga       | n/a            | n/a            | 3 582          | Niari            |
| 19.                       | Sembé          | n/a            | n/a            | 2 514          | Sangha           |